# 观澜书院
观澜书院，位于中国广东省韶关市乳源县大桥镇新书房下村，为韶关市乳源县的一个省级文物保护单位，类型为古建筑，公布时间为2012年10月20日。
观澜书院的历史年代为清乾隆五十八年。